# Концедалов, Алексей Игоревич
Алексе́й И́горевич Концеда́лов (род. 24 июля 1990, Валуйки, Белгородская область) — российский футболист, защитник. Мастер спорта России.

## Карьера
Воспитанник Волгоградского УОР.
В 2006—2007 годах играл за дубль «Ростова», затем вместе с группой молодых футболистов перешёл в ФК «Москва», где в 2008—2009 играл за дубль. В 2010 году принял участие в российской Премьер-лиге за «Крылья Советов». Дебютировал в матче против казанского «Рубина» 9 июля 2010 года. 12 матчей провёл за самарский дубль.
В межсезонье Концедалов находился на просмотре в московском «Торпедо» и даже участвовал в сборах, но контракт с московским клубом не был подписан и весной 2011 года Алексей Концедалов был заявлен «Крыльями».
В июне 2017 года подписал контракт с курским «Авангардом».
Брат Романа Концедалова.

## Достижения
«Авангард» (Курск)
- Финалист Кубка России: 2017/18

## Клубная статистика
| Выступление      | Выступление      | Выступление      | Лига | Лига | Кубки | Кубки | Итого | Итого |
| Клуб             | Лига             | Сезон            | Игры | Голы | Игры  | Голы  | Игры  | Голы  |
| ---------------- | ---------------- | ---------------- | ---- | ---- | ----- | ----- | ----- | ----- |
| Ростов           | РПЛ              | 2006             | —    | —    | —     | —     | 0     | 0     |
| Ростов           | РПЛ              | 2007             | —    | —    | —     | —     | 0     | 0     |
| Ростов           | РПЛ              | 2008             | —    | —    | —     | —     | 0     | 0     |
| Ростов           | Итого            | Итого            | —    | —    | —     | —     | 0     | 0     |
| Москва           | РПЛ              | 2008             | —    | —    | —     | —     | 0     | 0     |
| Москва           | РПЛ              | 2009             | —    | —    | —     | —     | 0     | 0     |
| Москва           | Итого            | Итого            | —    | —    | —     | —     | 0     | 0     |
| Крылья Советов   | РПЛ              | 2010             | 2    | 0    | —     | —     | 2     | 0     |
| Крылья Советов   | РПЛ              | 2011/12          | 18   | 0    | —     | —     | 18    | 0     |
| Крылья Советов   | РПЛ              | 2012/13          | 13   | 0    | 2     | 0     | 15    | 0     |
| Крылья Советов   | РПЛ              | 2013/14          | —    | —    | —     | —     | 0     | 0     |
| Крылья Советов   | ФНЛ              | 2014/15          | 34   | 0    | 3     | 0     | 37    | 0     |
| Крылья Советов   | РПЛ              | 2015/16          | 13   | 0    | —     | —     | 13    | 0     |
| Крылья Советов   | РПЛ              | 2016/17          | 9    | 0    | 2     | 0     | 11    | 0     |
| Крылья Советов   | Итого            | Итого            | 89   | 0    | 7     | 0     | 96    | 0     |
| Балтика          | ФНЛ              | 2016/17          | 14   | 1    | —     | —     | 14    | 1     |
| Балтика          | Итого            | Итого            | 14   | 1    | —     | —     | 14    | 1     |
| Авангард (К)     | ФНЛ              | 2017/18          | 25   | 0    | 3     | 0     | 28    | 0     |
| Авангард (К)     | Итого            | Итого            | 25   | 0    | 3     | 0     | 28    | 0     |
| Армавир          | ФНЛ              | 2018/9           | 16   | 0    | 1     | 0     | 17    | 0     |
| Армавир          | ФНЛ              | 2019/20          | 13   | 0    | 1     | 0     | 14    | 0     |
| Армавир          | Итого            | Итого            | 29   | 0    | 2     | 0     | 31    | 0     |
| Актобе           | первая лига      | 2020             | 2    | 0    | —     | —     | 2     | 0     |
| Актобе           | Итого            | Итого            | 2    | 0    | —     | —     | 2     | 0     |
| Всего за карьеру | Всего за карьеру | Всего за карьеру | 159  | 1    | 12    | 0     | 171   | 1     |